# Вавилонське стовпотворіння

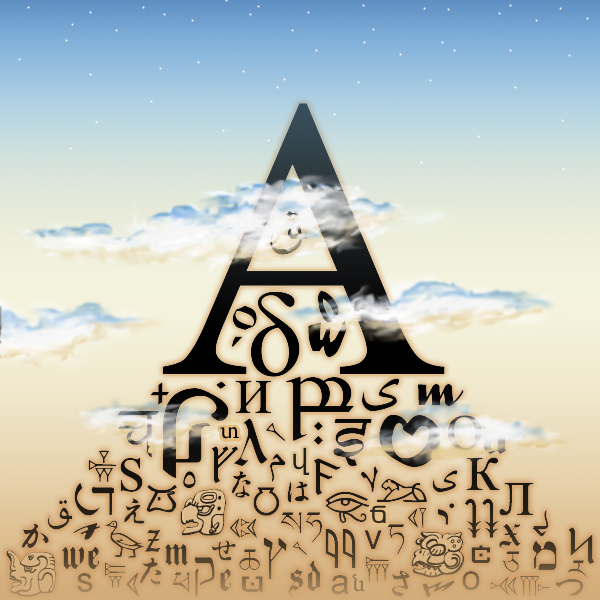

Вавило́нське стовпотворі́ння, також Вавилонське велелю́ддя — фразеологізм, крилатий вислів, біблеїзм, який вживають на означення справи, яка не буде завершена, також є символом сум'яття, безладдя, галасу, метушні, відсутності єдиної підпорядкованості при великому скупченні народу, що не розуміє один одного;
— біблійна історія про зведення Вавилонської вежі та змішання мов;
— синонім Вавилонської вежі.

## Походження

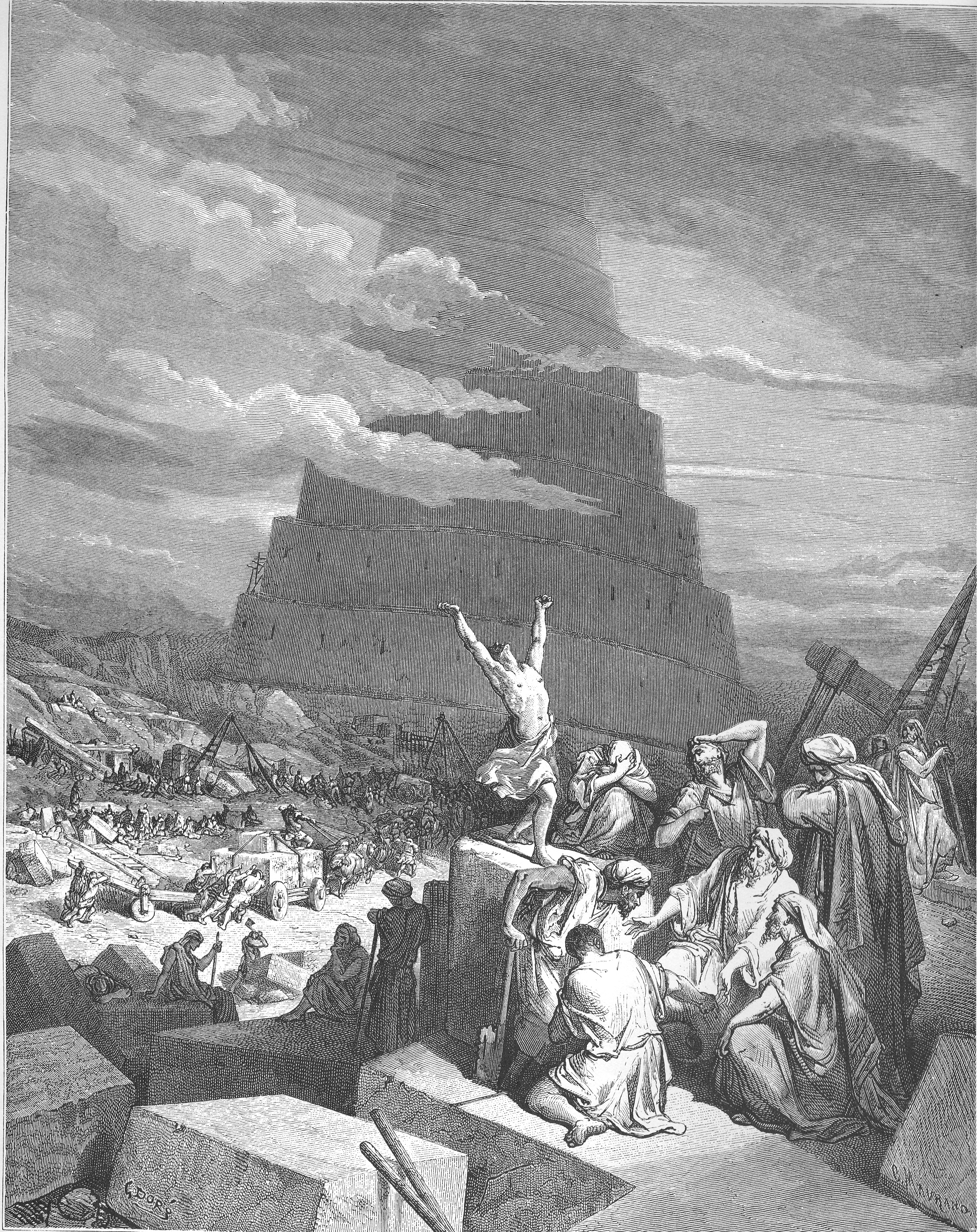
«Confusio Linguarum» («Змішання мов»), гравюра Гюстава Доре, 1866

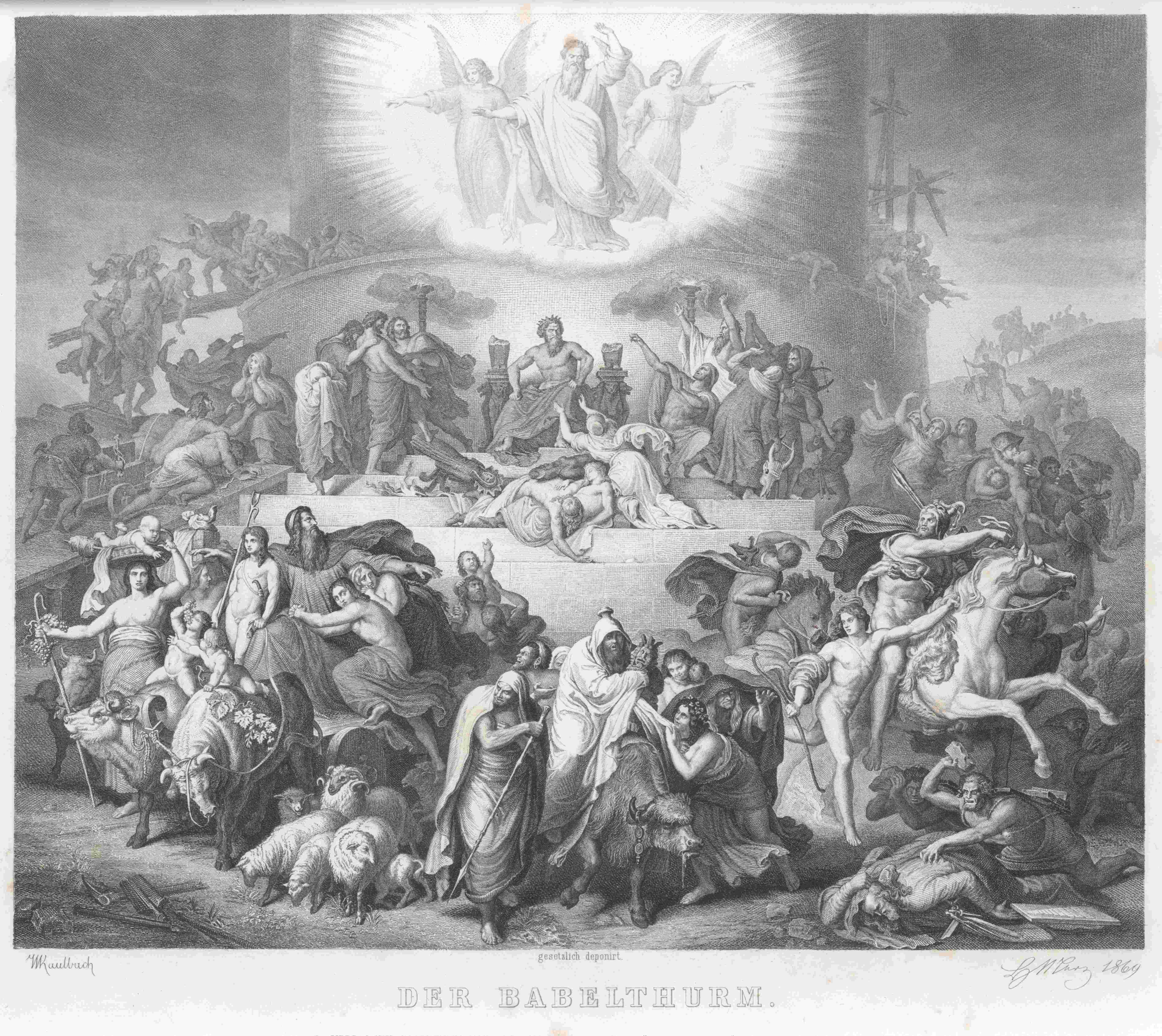
«Der Babelthurm» («Вавилонське стовпотворіння»), літографія за настінним розписом Вільгельма фон Каульбаха (Wilhelm von Kaulbach), 1871, (Новий музей, Берлін)

Згідно зі староєврейським міфом, який викладений у «Юдейських старожитностях» Йосипа Флавія та відзеркалений у Книзі Буття (глава 11:1–9), на початку 3 тисячоліття до н. е. після Усесвітнього потопу нащадки Ноя, які розмовляли однією мовою, розселились в месопотамській долині Шин‘ар (Сеннаар). Син Куша — цар хамітів Німрод, аби прославитися і не коритися нащадкам Сима та Яфета, вирішив звести колосальну башту (стовпотворіння), вершина якої досягла б божественних небес, відому в історії як Вавилонська вежа, а навколо неї побудувати величезне місто. Будівництво (стовпотворення) здійснювалось з випаленої цегли, з застосуванням для її кладки земляної смоли (бітуму). Бог Ягве, який жив на небі, розгнівавшись на людей за їх нерозумне бажання посягти на його володіння, вирішив покарати будівників: він змішав їх мову так, що вони почали розмовляти різними мовами та перестали розуміти один одного. Почалися галас і метушня, величезний натовп не міг злагоджено діяти, стовпотворення припинилося і люди розвіялися по світу. Нащадки Яфета пішли на захід і розселились у Європі. Симові нащадки залишились в Азії. Хамові нащадки пішли в Африку, але частина їх також залишилася в Азії. Люди, розселившись по землі, поступово забули свій рід і утворили окремі самостійні народи та нації зі своїми звичаями і мовами.
Біблійна легенда про Вавилонське стовпотворіння міститься у пам'ятці історіографії та літератури Київської Русі — Повісті врем'яних літ: 
|  | І був (тоді) один народ. А коли намножилося людей на Землі, то намислили вони у дні Іоктана й Фалека спорудити башту до неба. І, зібравшись на містині поля Сенаар зводити башту до небес і город навколо неї Вавилон, будували вони башту сорок літ. І не була вона завершена, бо зійшов Господь Бог глянути на город і на башту і сказав Господь: «Се народ один і мова одна». І змішав Бог народи і розділив на сімдесят і на дві мови, і розсіяв (їх) по всій Землі. По змішанні ж народів Бог вітром великим розвалив башту, однак є останок її межи Ассирією і Вавилоном; і є він у висоту (?), а в ширину 54 338 лікті. Багато літ держиться останок той. Після того ж, як було розвалено башту і розділено народи, взяли сини Симові східні краї, а Хамові сини — південні краї; Яфетові ж сини захід узяли і північні краї. Від цих ото сімдесяти і две народів, од племені таки Яфетового, постав народ слов'янський — так звані норики, які є слов'янами. |

Оповідь про Вавилонське стовпотворіння має в Біблії і етнологічне значення, оскільки покликана пояснити етимологічне походження назви недобудованого після невдалого стовпотворення міста Бавел (Вавилон) від івритського дієслова балал (івр. змішувати — בלל).
У міфі про Вавилонське стовпотворіння знайшло віддзеркалення будівництво у Вавилонії зикуратів (велетенських будівель ритуально-храмового призначення) і участь в їх зведенні представників багатьох етнічних груп.